# Campionati cechi di ski cross 2008
I Campionati cechi di ski cross 2008 si sono svolti a Horni Misecky il 22 marzo. Il programma ha incluso sia la gara femminile che la gara maschile. 
Trattandosi di competizioni valide anche ai fini del punteggio FIS, vi hanno partecipato anche sciatori di altre federazioni, senza che questo consentisse loro di concorrere al titolo nazionale ceco.

## Risultati

### Uomini
| Pos. | Atleta       | Nazione   |
| ---- | ------------ | --------- |
| 1    | Thomas Kraus | Rep. Ceca |
| 2    | Radek Čermák | Rep. Ceca |
| 3    | Zdeněk Šafář | Rep. Ceca |
| 4    | Peter Urban  | Rep. Ceca |

### Donne
| Pos. | Atleta           | Nazione   |
| ---- | ---------------- | --------- |
| 1    | Lucie Baierová   | Rep. Ceca |
| 2    | Simona Strychova | Rep. Ceca |
| 3    | Jitka Švirková   | Rep. Ceca |
| 4    | Andrea Cervena   | Rep. Ceca |